# AMa no Jaku
«aMa no Jaku» (ぁまのじゃく Amanojaku?, Contradictorio) es el primer sencillo indie y debut de S/mileage. Fue lanzado el 7 de junio de 2009 bajo el sello Good Factory Record. El Single V fue lanzado el 19 de julio de 2009. 

## Lista de canciones

### CD
- aMa no Jaku
- aMa no Jaku (Instrumental)

### Single V
- aMa no Jaku (MUSIC CLIP)
- Making Off (メイキング映像 Making Eizou)

## Miembros presentes
- Ayaka Wada
- Yuuka Maeda
- Kanon Fukuda
- Saki Ogawa